# Dicaelotus trochanteratus
Dicaelotus trochanteratus är en stekelart som beskrevs av Carl Gustav Alexander Brischke 1887. Dicaelotus trochanteratus ingår i släktet Dicaelotus och familjen brokparasitsteklar. Inga underarter finns listade i Catalogue of Life.